# Alfons Brehm
Alfons Maria Franz Brehm (* 16. Juli 1882 in Hamburg; † 7. Dezember 1968 ebenda) war ein deutscher Hockeyspieler.

## Leben
Brehm nahm mit der Mannschaft des Uhlenhorster HC als deutscher Vertreter an den Olympischen Spielen 1908 in London teil. Die Mannschaft, die er als Kapitän anführte, belegte den fünften Rang.
Alfons Brehm ruht auf dem Friedhof Ohlsdorf (Planquadrat J 21, östlich von Kapelle 3).